# Progression sur corde

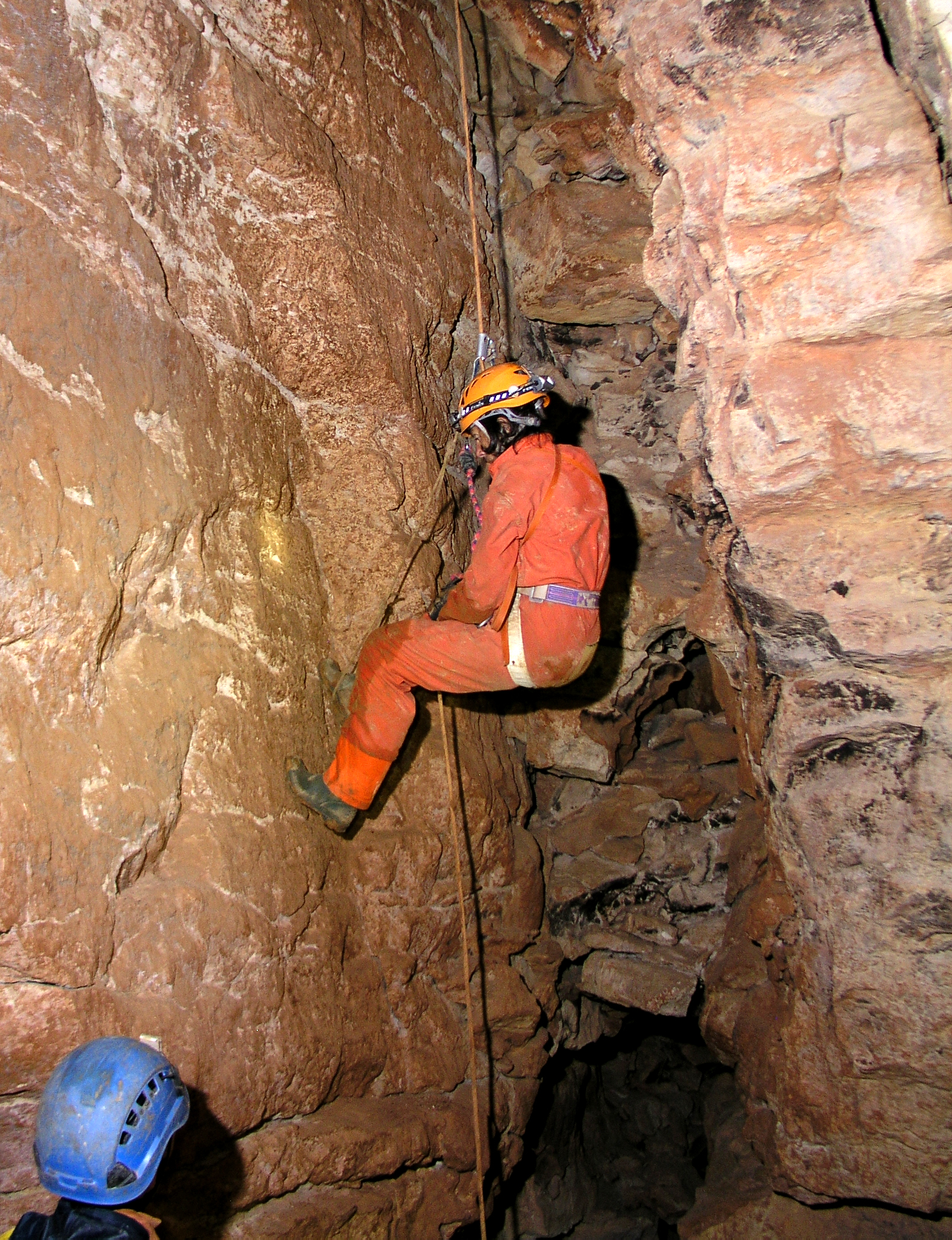
Progression sur corde dans l'aven de Suège (Rivière-sur-Tarn, Aveyron, France).

La progression sur corde désigne l'ensemble des techniques utilisées en escalade, en canyonning, en spéléologie, ou en alpinisme pour se déplacer verticalement à l'aide d'une corde de verticalité.

## Descente en rappel

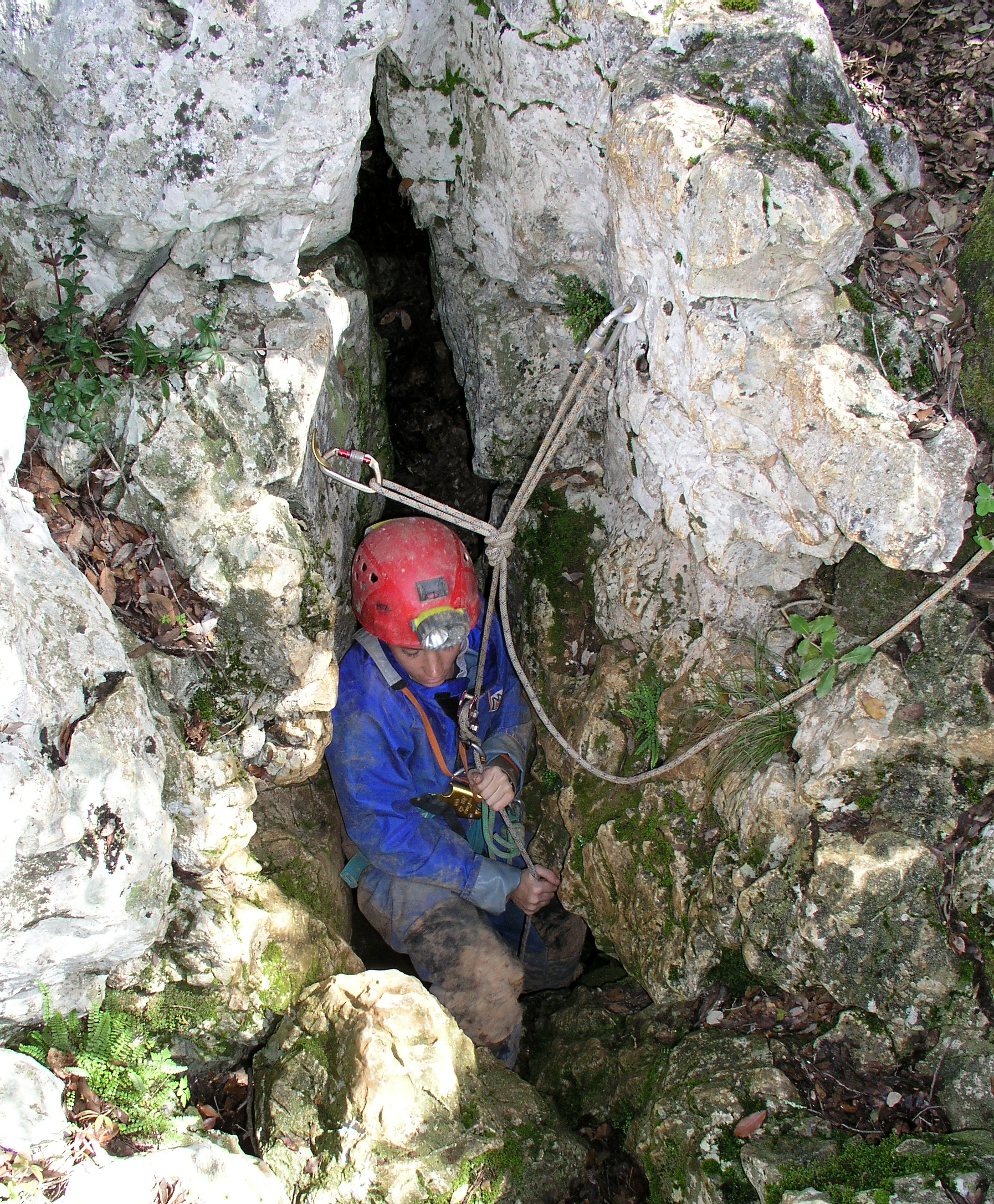
Descente dans l'aven de la Rouvière (Bidon, Ardèche, France).

La descente en rappel permet la descente d'un parcours vertical. La méthode générale est d'utiliser un descendeur accroché à son baudrier pour freiner la descente sur la corde.

Utilisation d'un descendeur en huit pour gaucher et pour droitier.

## Remontée sur corde
Il existe de nombreuses techniques de remontée sur corde, suivant le matériel disponible et la longueur à remonter. La remontée peut être prévue dès le début de la course (cas courant en spéléologie), et le cas où la remontée est accidentelle (lors d'une chute en crevasse dans une course d'alpinisme par exemple, ou un blocage de corde en canyonisme).

### Remontée sur bloqueur

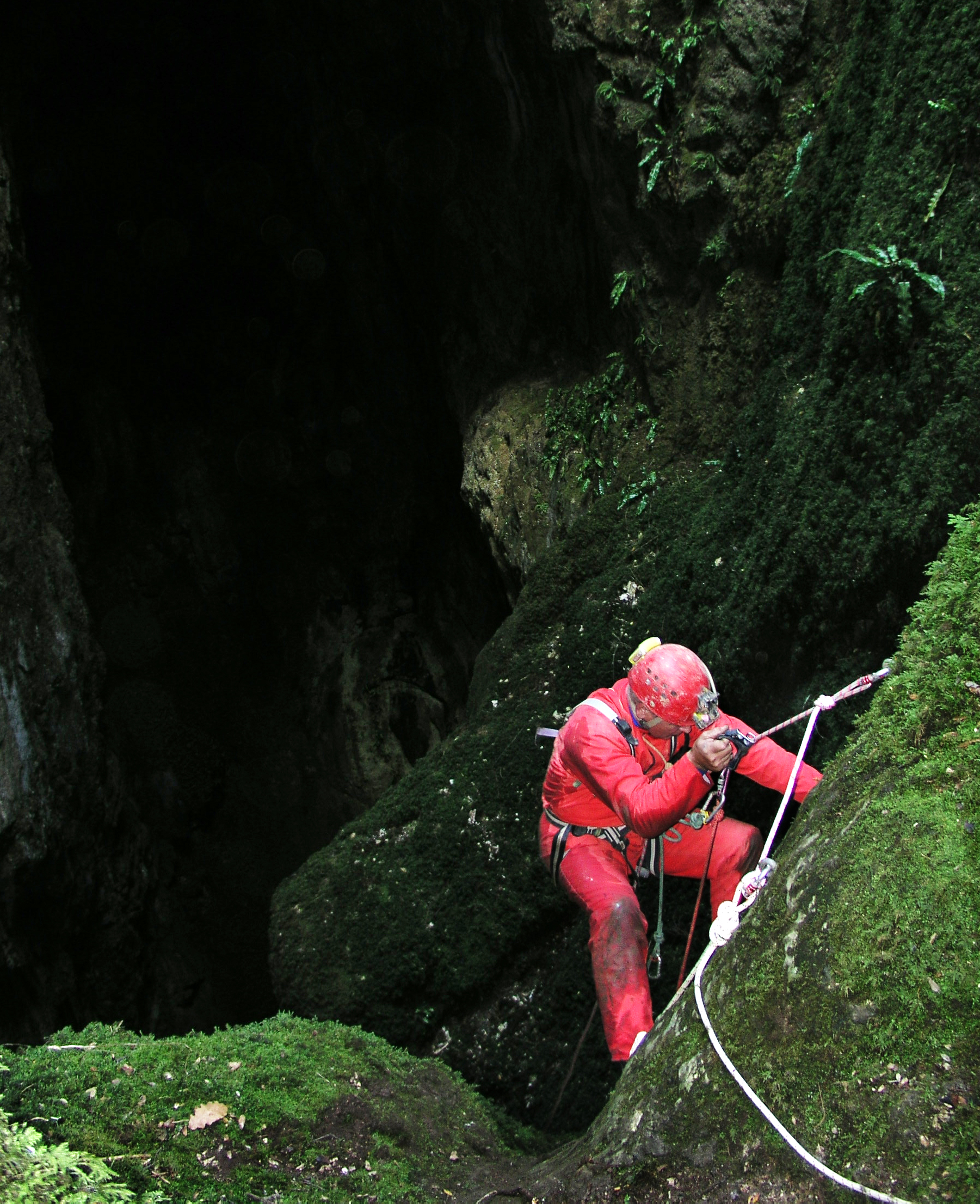
Remontée sur bloqueurs dans l'abîme de Rabanel (Brissac, Hérault, France).

Cette technique est généralement utilisée en spéléologie voire en canyoning. Le matériel nécessaire est d'une part un bloqueur de poitrine qui lie le baudrier à la corde, et d'autre part une poignée bloqueuse (poignée ascensionnelle ou « Jumar ») reliée à une pédale pour se hisser sur la corde.
Cette technique permet de faire de longues remontées de manière confortable, mais nécessite du matériel spécifique.

### Remontée sur shunt
Ces méthodes de secours permettent de se sortir d'une situation difficile en autorisant la remontée sur de courtes distances. Le principe de base est la confection de 1 voire 2 poignées/pédales de fortune à l'aide de shunts ou de nœuds autobloquants comme le nœud de Machard, le nœud de Prusik ou le noeud de Bachmann (en).

### Mouflage
Cette technique est différente des précédentes sur corde fixe ; elle permet l'assistance et la remontée d'un compagnon de cordée dans une situation difficile, par exemple une chute de crevasse ou le passage d'un pas d'escalade difficile. Le principe est de créer un effet poulie par démultiplication à l'aide de mousquetons assistées ou non de poulies et d'autobloquants mécaniques ou souples comme le ficelou.